# Ana Hatherly
Ana Hatherly (Oporto, 8 de mayo de 1929 –  Lisboa, 5 de agosto de 2015) fue una profesora universitaria, poeta, artista visual, ensayista, director de cine, pintora y escritora portuguesa. Es considerada una de las pioneras del movimiento portugués de la poesía y literatura experimental.

## Biografía
Hatherly obtuvo el título de filología alemana de la Universidad de Lisboa y el doctorado en estudios hispánicos en la Universidad de Berkeley, y también se formó tanto en cine como en música. Hatherly fue profesora de ciencias humanas y sociales en Universidade Nova de Lisboa, donde fundó el Instituto de Estudios Portugueses de la universidad. Utilizó el cine, las artes visuales y la poesía en su trabajo, que incluía la vanguardia.
En 1958, empezó su carrera literaria con la publicación de su primer colección de poemas Um Ritmo Perdido. Sus libros de poesía son Um Calculador de Improbabilidades (2001), O Pavão Negro (2003), Itinerários (2003) y Fibrilações (2005). Hatherly publicó poesía, ensayos y ficción que han sido traducidos en varios idiomas. Posteriormente, se convirtió en profesora emérita y fundadora de la Universidade Nova de Lisboa. Fue jefa de Club PEN portuguesa.
Hatherly estuvo interesada en la poesía, lo que la llevó a explorar con éxito los medios visuales del arte, como la pintura y las películas. 
Ana Hatherly murió en un hospital de Lisboa, el 5 de agosto de 2015, a la edad de 86 años. Su funeral se celebró en la Estrela Basílica de Lisboa y sus restos fueron enterrado en el cementerio Olivais.

## Poesía
- Um Ritmo Perdido (1958)
- As Aparências (1959)
- A Dama e o Cavaleiro (1960)
- Sigma (1965)
- Estruturas Poéticas - Operação 2 (1967)
- Eros Frenético (1968)
- 39 Tisanas (1969)
- Anagramático (1970)
- 63 Tisanas: (40-102) (1973)
- Poesia: 1958-1978 (1980)
- Ana Viva e Plurilida (1982)
- O Cisne Intacto (1983)
- A Cidade das Palavras (1988)
- Volúpsia (1994)
- 351 Tisanas (1997)
- Rilkeana (1999)
- Um Calculador de Improbabilidades (2001)
- O Pavão Negro (2003)
- Itinerários (2003)
- Fibrilações (2005)
- A Idade da Escrita e outros poemas (2005)
- 463 Tisanas (2006)
- A Neo-Penélope (2007)

## Colecciones
- Museo Calouste Gulbenkian, Lisboa, Portugal[5]
- Círculo de Artes Plásticas de Coímbra, Coímbra, Portugal[6]
- Morris and Helen Belkin Art Gallery, Vancouver, British Columbia[7]
- Museu Coleção Berardo, Lisboa, Portugal[6]
- Museo de Arte Contemporàneo Serralves, Oporto, Portugal[6]
- Museo de Arte, Arquitectura y Tecnología, Lisboa, Portugal[6]